# Calcio in televisione in Italia

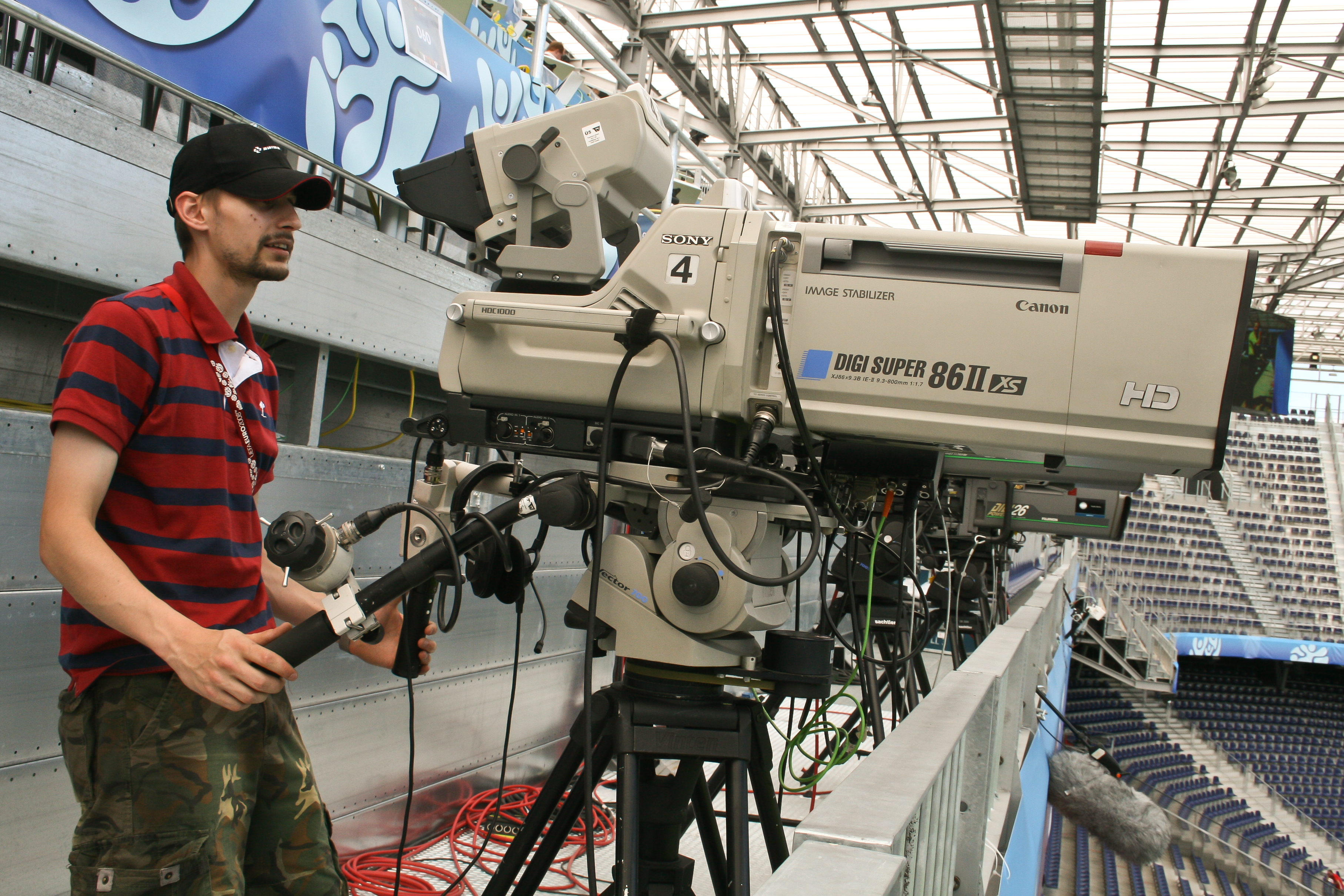
Un cameraman in azione in uno stadio di calcio

Qui di seguito è riportata la cronistoria del calcio in televisione in Italia.

## Ritrasmissione degli eventi calcistici in Italia
Le televisioni italiane che trasmettono ora le principali competizioni calcistiche sono: Rai, Mediaset e TV8 per quel che riguarda i canali in chiaro (su frequenze sia terrestri che satellitari); la piattaforma streaming a pagamento DAZN e la piattaforma satellitare a pagamento Sky Italia. Nel seguito vengono indicati, anche per le televisioni non più esistenti, gli eventi calcistici principali trasmessi da ciascuna tv, compresi quelli futuri per cui sono già stati acquisiti i diritti. Gli eventi trasmessi in esclusiva assoluta sono indicati in grassetto.

## Rai (dal 1954)
La televisione di Stato ha esercitato, almeno fino agli anni '70, il monopolio sulla trasmissione televisiva del calcio in Italia. Gli incontri andavano in onda sugli unici tre canali allora esistenti, ovvero Rai 1 (prima rete televisiva italiana, nata nel 1954 come Programma Nazionale), Rai 2 (nata nel 1961 come Secondo Programma) e Rai 3 (nata nel 1979 come Rete 3). Ai tre canali storici della Rai se ne aggiungono altri dopo l'avvento del satellite e del digitale terrestre: in particolare nel 1999 nasce il canale tematico sportivo Rai Sport Satellite (oggi Rai Sport).

### Eventi calcistici trasmessi in chiaro

L'allenatore Giovanni Trapattoni esce dal campo, nella seconda metà degli anni settanta, ripreso da una telecamera della RAI.

- Campionati italiani di Serie A e Serie B - highlights dal 1970-71 in poi, con esclusione, per la sola Serie A, del triennio dal 2005-06 al 2007-08, gare occasionali quali recuperi e anticipi fino al 1995-96, spareggi fino al 1999-2000
- Campionato italiano di Serie B - migliori gare della stagione 2005-06 (su Rai Sport Sat) e dal 2018 anticipo del venerdì e highlights degli altri match
- Coppa Italia - finali ed highlights fino al 1989-90, migliori partite dal 1993-94 al 2020-2021
- Supercoppa italiana - edizioni 1999, 2001 e ininterrottamente dal 2006 al 2020
- Serie C, Serie D, Coppa Italia Serie C e Coppa Italia Dilettanti - dalla stagione 1999-2000 in poi sui canali tematici sportivi
- Coppa dei Campioni - varie partite delle squadre italiane dal 1956-57 e finali dal 1957-58 al 1993-94 (le finali non in esclusiva a partire dal 1980-81)
- UEFA Champions League - dal 1994-95 al 2012-2013, 2018-2019 non in esclusiva
- Preliminari di UEFA Champions League - varie gare di squadre italiane dal 1999-2000 al 2008-09
- Coppa delle Coppe - varie partite delle squadre italiane e finali dal 1960-61 al 1998-99 (le finali non in esclusiva nel 1982-83, dal 1984-85 al 1995-96 e nel 1998-99, non trasmessa quella del 1996-97)
- Coppa delle Fiere - varie partite delle squadre italiane e finali dal 1955-58 al 1970-71
- Coppa UEFA - varie partite delle squadre italiane dal 1971-72 al 2008-09, finali fino al 2003-04 (quelle dal 1980-81 al 1983-84 trasmesse in differita, non in esclusiva quelle del 1984-85 e 1989-90 - gare di ritorno - e del 1998-99, non trasmessa la finale di andata dell'edizione 1995-96)
- Coppa Intertoto - varie partite di squadre italiane dal 1998 al 2003
- Preliminari di UEFA Europa League - gare di squadre italiane nell'edizione 2009-10
- UEFA Europa League - una semifinale di andata e una semifinale di ritorno nella stagione 2022-23
- Supercoppa Europea - varie edizioni con squadre italiane (1973, 1984, ritorno dell'edizione 1989, andata dell'edizione 1990) e 1987, edizioni dal 1998 al 2003 (quella del 1999 non in esclusiva), edizione 2007 e, non in esclusiva, dal 2009 al 2011 e nel 2018
- Coppa Intercontinentale - varie edizioni con squadre italiane (1963, 1964, 1965, 1969, 1973)
- Coppa del mondo per club - in esclusiva edizioni 2015 e 2016
- Partite della nazionale italiana - dal 1954 ad oggi quasi tutte (alcune eccezioni tra il 1996 ed il 1999)
- Campionato Europeo - dal 1960 al 2024 (non in esclusiva fra il 1984 ed il 2000 e dall'edizione 2016 in poi)
- Campionato Mondiale - dal 1954 al 2002 (non in esclusiva fra il 1982 ed il 1998) e nel 2022 in esclusiva, migliori partite non in esclusiva ed highlights dal 2006 al 2014
- Confederations Cup - edizioni 2009 e 2013 non in esclusiva
- UEFA Nations League - tutti i match della nazionale italiana dal 2018 al 2028 in esclusiva

## Fininvest/Mediaset (dal 1980)
Il primo evento calcistico trasmesso dai canali del gruppo Fininvest (dal 1996 noto come Mediaset) fu il Mundialito. Il gruppo ha operato, dal 2005 al 2019, con la piattaforma digitale terrestre a pagamento Mediaset Premium (nella quale sono stati presenti diversi canali tematici dedicati esclusivamente al calcio).

### Eventi calcistici trasmessi in chiaro
- Campionato italiano di Serie A - highlights dal 2005-06 al 2007-08 e dal 2018-19 al 2023-24
- Coppa Italia - varie gare dal 1990-91 al 1992-93 e nel 1997-98 e 1998-99, in esclusiva dal 2021-22 al 2026-27
- Supercoppa italiana - dal 1988 al 1995, nel 2000, 2004 e dal 2021 al 2026
- Coppa dei Campioni - vari incontri di club italiani nel 1981-82 e dal 1988-89 al 1993-94
- UEFA Champions League - dal 1992-93 al 2005-06, limitandosi dal 2000-01 ai migliori incontri non in esclusiva ed agli highlights, migliori incontri non in esclusiva nel 2012-13 e 2013-14, dal 2015-16 al 2017-18 e dal 2019-20 al 2023-24, in esclusiva nel 2014-15 ed highlights
- Preliminari di Champions League - saltuariamente gare di squadre italiane dal 1997-98 al 2006-07, play-off 2012-13, 2013-14 e dal 2015-16 al 2017-18 non in esclusiva, in esclusiva nel 2014-15
- Coppa delle Coppe - vari incontri di club italiani dal 1981-82 al 1998-99, finale nel 1996-97
- Coppa UEFA - vari incontri di club italiani dal 1981-82 al 2008-09, più la finale d'andata nel 1995-96 e quelle dal 2004-05 al 2005-06
- Europa League - migliori incontri ed highlights dal 2009-10 al 2014-15
- Supercoppa Europea - edizione 1989, ritorno dell'edizione 1990, edizioni 1991, 1993, 1994, 1996, 2005, dal 2012 al 2017, 2019 e 2020.
- Coppa Intercontinentale - edizioni 1984 (in differita), 1985 (in diretta solo in Lombardia), 1986 e 1987 (in differita), 1988, 1989 e 1990 (in differita), 1991 (in diretta), 1994 e 1996 (in differita), 2003
- Coppa del mondo per club - in esclusiva edizione 2019
- Campionato Mondiale - in esclusiva nel 2018
- Nazionale Italiana - due partite in esclusiva nel 1996
- UEFA Nations League - migliori partite delle nazionali estere, una semifinale e una finale nelle edizioni 2018-19, 2020-21 e 2022-23

### Eventi calcistici trasmessi a pagamento (Mediaset Premium dal 2004 al 2018, Infinity+ dal 2021)
- Campionato italiano di Serie A - non in esclusiva, dal girone di ritorno 2004-05 al 2017-18
- Campionato italiano di Serie B - alcune gare non in esclusiva della stagione 2006-07 e dal 2010-11 al 2014-15
- Coppa Italia - in esclusiva dal 2021-22 al 2023-24
- Champions League - non in esclusiva dal 2006-07 al 2013-14 e dal 2021-22 al 2023-24, in esclusiva dal 2015-16 al 2017-18
- Coppa UEFA ed Intertoto - alcune gare di squadre italiane dal 2005-06 al 2008-09
- Europa League - dal 2009-10 al 2014-15
- Supercoppa Europea - non in esclusiva dal 2009 al 2013 e dal 2015 al 2017
- Coppa del mondo per club - in esclusiva dal 2007 al 2012

## TELE+ (1990 - 2003)
TELE+ nasce nel 1990 come piattaforma televisiva terrestre in chiaro, con tre reti analogiche chiamate rispettivamente TELE+1, TELE+2 e TELE+3. La società controllante, Telepiù S.p.A., aveva la compartecipazione dell'imprenditore tedesco Leo Kirch (proprietario di Sat.1), di Mario e Vittorio Cecchi Gori e della Fininvest. La seconda rete trasmetteva su delle frequenze che precedentemente erano occupate da TV Koper-Capodistria: negli anni precedenti il canale sloveno trasmetteva usufruendo di frequenze acquistate in seguito dalla Fininvest, e da allora divenne il primo canale tematico sportivo italiano. TELE+2 manteneva questo aspetto, mentre TELE+1 era dedicato principalmente al cinema e TELE+3 ad altre forme di spettacolo e documentari. Nel 1991 TELE+1 diventa la prima pay TV italiana, cui faranno seguito l'anno successivo da TELE+2 e nel 1995 anche TELE+3: i loro segnali televisivi diventano criptati e visibili solo a pagamento. La loro trasformazione in canali a pagamento ne accentua i caratteri tematici. Il segnale criptato era visibile agli abbonati tramite un apposito decoder, ma alcuni programmi potevano essere trasmessi in chiaro, visibili cioè anche ai non abbonati.
Inizialmente la programmazione calcistica di TELE+2 era composta principalmente da programmi di approfondimento ed eventi di calcio internazionale, ma nel 1992 TELE+ acquista i diritti di una gara della Nazionale italiana. Dopo alcuni giorni di polemiche, si decide di rinunciare all'esclusiva e di concedere la trasmissione dell'incontro anche alla Rai. TELE+2 trasmette l'incontro in contemporanea e in chiaro, proponendo una telecronaca alternativa a quella del servizio pubblico, a scopo promozionale. Le fortune della pay-tv iniziano nel 1993 con l'acquisizione storica dei diritti di trasmissione del campionato italiano.
Nel 1995 TELE+ porta per prima in Italia la televisione digitale, con la piattaforma satellitare DStv che poi diventerà prima D+ e poi ancora TELE+ Digitale. Altre novità assolute per i telespettatori italiani erano la pay per view ed i servizi interattivi.
Gradualmente TELE+ comincia a potenziare la propria offerta satellitare e a ridurre quella terrestre: nel 1997 TELE+1 e TELE+2 diventano rispettivamente TELE+ Bianco e TELE+ Nero, trasformandosi in canali generalisti, mentre TELE+3 chiude i battenti (le sue frequenze terrestri, prima di essere liberate, ospitano per qualche mese Vetrina D+, canale promozionale dell'offerta satellitare, mentre quelle satellitari, fino alla chiusura della società, un altro canale generalista, TELE+ Grigio). L'offerta di canali della piattaforma satellitare diventa così più ampia. Nello stesso anno la maggioranza delle azioni di Telepiù passa al gruppo francese Canal+.
Nell'estate del 2002 TELE+ viene ceduta alla News Corporation, gruppo mediatico di proprietà del magnate australiano Rupert Murdoch, che poi la fonde con Stream TV, piattaforma satellitare concorrente di cui era proprietario per il 50% (assieme a Telecom Italia). Nasce così, il 31 luglio 2003, Sky Italia.

### Eventi calcistici trasmessi a pagamento sulla piattaforma
- Campionati italiani di Serie A e Serie B - anticipi e posticipi dal 1993-94 al 1995-96, dal 1996-97 al 1998-99 (in chiaro lo spareggio promozione della Serie B 1997-98) e partite varie dal 1999-2000 al 2002-03
- Coppa Italia - gare dei primi turni dell'edizione 2000-01
- Supercoppa italiana - edizioni dal 1996 al 1998
- Coppa dei Campioni - una gara in differita nel 1990-91 (non a pagamento)
- UEFA Champions League - alcune gare di club italiani dal 1996-97 al 1999-2000
- Coppa delle Coppe e Coppa UEFA - alcune gare dal 1991-92 al 1995-96
- Coppa UEFA - gare di club italiani dal 2000-01 al 2002-03
- Coppa Intercontinentale - edizioni 1992, 1993, 1994, 1996
- Confederations Cup - edizioni 1997, 1999, 2001, 2003
- Nazionale italiana - una partita non in esclusiva e in chiaro nel 1992

## Stream TV (1997 - 2003)
Stream TV nasce nel 1997 come piattaforma televisiva a pagamento via cavo. La società controllante, Stream S.p.A., era inizialmente di proprietà della STET, azienda pubblica che poi si sarebbe fusa con Telecom Italia qualche mese dopo l'inizio delle trasmissioni. Dopo l'entrata in vigore dei nuovi regolamenti sui diritti TV soggettivi del calcio italiano in vigore a partire dalla stagione 1999-2000, i singoli club iniziano a trattare i diritti delle gare con le aziende televisive. In quel periodo, su Stream TV era possibile vedere le partite di 7 squadre (tra cui Roma, Lazio, Parma e Fiorentina), mentre su TELE+ era possibile vedere le partite di 11 squadre (tra cui Juventus, Milan e Inter). Nel 2003, in seguito alla crisi dei diritti televisivi del calcio, termina il regime di concorrenza: News Corporation, dopo aver acquisito Stream nel 1999, acquisisce nel 2002 anche Telepiù e attua la fusione tra entrambe le piattaforme, dando vita a Sky.

### Eventi calcistici trasmessi a pagamento sulla piattaforma
- Campionati italiani di Serie A e B - partite varie dal 1999-2000 al 2002-03
- Coppa Italia - varie gare dell'edizione 1999-2000
- Champions League - dal 2000-01 al 2002-03
- Coppa UEFA ed Intertoto - gare di squadre italiane dal 1999-2000 al 2002-03
- Coppa Intercontinentale - edizioni 1999, 2000, 2001

## Sky (dal 2003)
Nel 2003 dalla fusione tra Telepiù e Stream nasce Sky: per qualche mese continuano le trasmissioni terrestri analogiche di TELE+ Bianco e TELE+ Nero, divenute rispettivamente Sky Cinema 1 e Sky Sport 1, che Sky si limita a trasmettere solo via satellite in digitale per ottemperare alle disposizioni antitrust che autorizzano l'unione delle piattaforme satellitari previa cessione delle frequenze terrestri. Alla fine del 2009 nasce Cielo, primo canale in chiaro del gruppo, con cui la piattaforma satellitare sbarca anche sul digitale terrestre, seguito nel 2015 da TV8, inizialmente MTV8 e acquisito da Viacom insieme alla società editrice MTV Italia; su quest'ultimo canale confluiscono tutti gli eventi sportivi che prima andavano in onda su Cielo.

### Eventi calcistici trasmessi in chiaro su Cielo e TV8
- Campionato italiano di Serie A - highlights in anteprima dal 2012-13 al 2014-15
- UEFA Europa League - migliori partite in esclusiva dal 2015-16 al 2023-24
- UEFA Europa Conference League - migliori partite in esclusiva dal 2021-22 al 2023-24

### Eventi calcistici trasmessi a pagamento sulla piattaforma
- Campionato italiano di Serie A - dal 2003-04 al 2028-29 (in esclusiva fino al girone di andata 2004-05 e 266 partite dal 2018 al 2021), 114 partite non in esclusiva dal 2021 al 2029
- Campionato italiano di Serie B - stagioni 2003-04, 2004-05 (entrambe in esclusiva), 2006-07 (parzialmente in esclusiva), 2007-08 (solo alcune partite ma tutte in esclusiva), dal 2008-09 al 2014-15 (non in esclusiva), dal 2015-16 al 2017-18 in esclusiva, dal 2021-22 al 2023-24 non in esclusiva
- Supercoppa italiana - edizione 2003
- UEFA Champions League - dal 2003-04 al 2014-15 (non in esclusiva dal 2006-07 al 2013-14), in esclusiva dal 2018-19 al 2020-21 e dal 2024-25 al 2026-27, non in esclusiva dal 2021-22 al 2023-24
- Coppa UEFA e Intertoto - gare di squadre italiane dal 2003-04 al 2008-09
- Preliminari di UEFA Europa League - gare di squadre italiane nelle edizioni 2010-11, 2011-2012 e 2012-13
- UEFA Europa League - migliori partite ed highlights 2012-13 e 2013-14 (non in esclusiva), dal 2015-16 al 2020-21 e dal 2024-25 al 2026-27 in esclusiva, dal 2021-22 al 2023-24 non in esclusiva
- UEFA Europa Conference League - migliori partite e highlights non in esclusiva dal 2021-22 al 2023-24, dal 2024-25 al 2026-27 in esclusiva
- Supercoppa europea - edizioni 2006 e dal 2024 al 2026 (in esclusiva), dal 2009 al 2012 e dal 2018 al 2020 (non in esclusiva)
- FIFA Confederations Cup - edizioni 2005, 2009 (non in esclusiva), 2013 (non in esclusiva), 2017 (in esclusiva)
- Campionato mondiale - dal 2006 al 2014 (39 partite in esclusiva, 25 partite non in esclusiva)
- Campionato europeo - 2016, 2020 (24 partite in esclusiva, 27 partite non in esclusiva) e 2024 (20 partite in esclusiva, 31 partite non in esclusiva)

## Gioco Calcio (2003 - 2004)
Gioco Calcio fu un gruppo di canali satellitari di proprietà della stessa Lega Calcio, presieduta da Antonio Matarrese (all'epoca vicepresidente vicario della Lega Calcio) ed edito dal consorzio Plus Media Trading (creato da alcune società di calcio minori di Serie A e Serie B). L'esperimento di creare una televisione ufficiale del calcio italiano professionistico, allo scopo di contrastare il monopolio della neonata Sky, fallì nel giro di pochi mesi e Gioco Calcio riuscì quindi ad operare per una sola stagione. Tuttavia i canali di Gioco Calcio detengono un primato: sono stati i primi canali tematici italiani dedicati esclusivamente al calcio (se si escludono i canali pay per view di TELE+ e Stream TV).

### Eventi trasmessi a pagamento
- Campionato italiano di Serie A e B - gare varie della stagione 2003-04 (gratuitamente nelle prime giornate)
- Coppa UEFA - una partita del Perugia nell'edizione 2003-04
- Altri eventi di calcio internazionale (ad esempio il Campionato Brasiliano 2004)

## Serie B TV (2012 - 2013)
Dopo oltre otto anni dalla chiusura dell'esperienza di Gioco Calcio, nell'ottobre 2012 la Lega Serie B (nel frattempo scissasi dalla Lega Serie A) ci riprova con Serie B TV, gruppo di canali proposti stavolta sulla piattaforma terrestre Europa7 HD, sempre a pagamento. Anche stavolta, però, l'esperienza terminò alla fine della stagione. La TV ufficiale della serie cadetta propose in diretta la maggior parte degli incontri del campionato 2012-13 (esclusi un anticipo ed un posticipo per ciascun turno) a partire dalla nona giornata, trasmettendo poi tutti gli incontri dei playoff.

### Eventi trasmessi a pagamento su Serie B TV
- Campionato italiano di Serie B - gare varie della stagione 2012-13

## Sportitalia (dal 2004)
Sul finire del 2003 le nuove società Europa TV e Prima TV acquistano da Sky Italia le frequenze analogiche rispettivamente di Sky Cinema 1 e di Sky Sport 1, in modo che Sky possa assolvere alle disposizioni antitrust che le impongono le trasmissioni esclusivamente satellitari. Sulle frequenze appena acquisite da Europa TV nasce Sportitalia, mentre su quelle di Prima TV nasce il mux digitale terrestre Dfree.
Poco più di due anni dopo, nel 2006 SI cessa le trasmissioni analogiche per trasmettere solo in digitale terrestre e/o satellitare, qualche anno prima delle altre emittenti nazionali. Vengono così aggiunti altri canali fra cui SI Solo Calcio, il primo canale tematico terrestre della televisione italiana dedicato esclusivamente al calcio, nonché il primo in chiaro (sebbene visibile solo in digitale). SI Solo Calcio chiude dopo poco più di un anno, nel 2007.
A seguito del passaggio di proprietà al gruppo editoriale LT Multimedia, i canali di Sportitalia chiudono il 31 ottobre 2013 per far posto ai nuovi canali sportivi di questo gruppo (che però avranno vita breve). Nel giugno 2014, Sportitalia riparte con un unico canale, disponibile in digitale terrestre ed in streaming.

### Eventi calcistici trasmessi in chiaro
- Campionato italiano di Serie B - varie gare delle stagioni 2005-06 e 2006-07, highlights serali dal 2005-06 al 2013-14
- Coppa Italia - alcune gare del 3º turno preliminare nelle edizioni 2010-11, 2011-12 e 2013-14
- Supercoppa italiana - edizione 2005
- Lega Pro - anticipi e/o posticipi di Prima e Seconda Divisione 2011-12 e 2012-13
- Coppa UEFA e Intertoto - varie gare dal 2004-05 al 2008-09 (solo nel 2005-06 alcune di squadre italiane)
- Coppa UEFA - quarti di finale, semifinali e finale delle stagioni 2007-08 e 2008-09
- UEFA Europa League - repliche e sintesi delle edizioni 2009-10 e 2010-11
- Supercoppa europea - edizione 2008
- Coppa Intercontinentale e Coppa del mondo per club FIFA - dal 2004 al 2006

## LT Sport (2013 - 2014)
Il gruppo editoriale LT Multimedia, già attivo da alcuni anni con vari canali digitali terrestri e satellitari, nel novembre 2013 rileva i canali Sportitalia proponendo tre nuovi canali sportivi gratuiti: Sport Uno, dedicato al calcio, al posto di Sportitalia 1; Sport Due, dedicato alle discipline olimpiche e agli sport estremi, che sostituisce Sportitalia 2 e propone parte della programmazione di Marcopolo, anch'esso di proprietà di LT Multimedia; infine Sport Tre, dedicato ai motori, che sostituisce Sportitalia 24 e che, da gennaio 2014, si fonde con Nuvolari diventando Sport Tre Nuvolari. Tuttavia, già nel dicembre 2013 i tre canali cessano le trasmissioni sul digitale terrestre, rimanendo così disponibili solo via satellite e in streaming, mentre nel febbraio 2014 terminano definitivamente le trasmissioni dopo neanche quattro mesi di vita, a seguito di una riorganizzazione dell'offerta televisiva del gruppo editoriale. Dopo questa breve esperienza, tornano in onda Marcopolo, che inizia definitivamente a trasmettere anche su frequenze terrestri dopo la "finestra" all'interno di Sport Due, e Nuvolari, che eredita parte della programmazione di Sport Tre, iniziando a trasmettere anche eventi sportivi non strettamente legati al mondo dei motori.

### Eventi calcistici trasmessi da Sport Uno (in chiaro)
- Campionato italiano di Serie B - highlights serali

## Telemontecarlo (1974 - 2001)
Telemontecarlo fu, negli anni '70 una delle prime emittenti televisive internazionali in lingua italiana, insieme a TV Koper-Capodistria e alla TV svizzera di lingua italiana, a trasmettere sul territorio nazionale italiano. Avendo sede a Monte Carlo, condivideva con il canale sloveno e quello elvetico lo status di televisione estera, pur trasmettendo in lingua italiana e raggiungendo, nel corso degli anni, porzioni sempre più vaste del territorio italiano. Al tempo stesso aderiva all'Unione europea di radiodiffusione e all'Eurovisione in quanto canale televisivo del Principato di Monaco e ciò gli consentì di trasmettere, a partire dal 1980, eventi sportivi di grande rilevanza come i giochi olimpici e, nel calcio, le finali di Coppa dei Campioni e di Coppa delle Coppe e le fasi finali dei campionati europei e mondiali. A cavallo tra gli anni '80 e i '90 inizia ad occuparsi di calcio italiano con vari programmi di approfondimento, il più importante dei quali fu Galagoal (ribattezzato in seguito Goleada), condotta nelle sue prime due stagioni da Alba Parietti. Qualche anno più tardi, dopo la cessione delle frequenze a Seat Pagine Gialle, Telemontecarlo diventa LA7.

### Eventi calcistici trasmessi in chiaro
- Campionato italiano di Serie A - highlight dal 1997 al 1999
- Coppa Italia - alcune gare dei primi turni dal 1997 al 1999
- Coppa dei Campioni - finali dal 1980 al 1994 (dal 1985 in diretta)
- Preliminari di Champions League - una gara della Fiorentina nella stagione 1999-2000
- Coppa delle Coppe - finali dal 1980 al 1996 (la finale del 1982 andò in onda in differita) e finale della stagione 1998-99
- Coppa UEFA - finali dal 1980 al 1990, e 1998-99 (non in esclusiva)
- Coppa dei Campioni, Coppa delle Coppe, Coppa UEFA e Intertoto - gare di squadre italiane dal 1981 al 2001
- Supercoppa europea - edizioni 1982 e 1983 (gara di ritorno), 1987 (non in esclusiva), 1995, 1999 (non in esclusiva)
- Coppa Intercontinentale - edizioni 1997 e 1998 in differita
- Campionato d'Europa - dal 1984 al 2000
- Campionato del mondo - dal 1982 al 1998
- Alcune gare della Nazionale italiana - dal 1997 al 1999

## LA7 (dal 2001)
Nel 2001 Seat Pagine Gialle, dopo aver rilevato Telemontecarlo e TMC 2 da Cecchi Gori, trasforma la prima in LA7, mentre la seconda viene definitivamente assorbita da MTV Italia. Il palinsesto sportivo di LA7 prosegue comunque in continuità con quello di TMC.
Con l'avvento della televisione digitale il gruppo si arricchì di ulteriori canali, fra cui il canale tematico LA7 Sport (che ebbe però vita breve, dal 2005 al 2007). Nel 2005 nacque anche una pay-per-view, chiamata Cartapiù, che durò per poco più di quattro anni, fino al 2009, per poi essere rilevata dalla scandinava Airplus TV.

### Eventi calcistici trasmessi in chiaro
- Coppa Italia - alcune gare degli ottavi e dei quarti di finale dell'edizione 2001-02, degli ottavi di finale del 2007-08 e dei turni preliminari delle edizioni 2010-11 e 2011-12
- Supercoppa italiana - edizione 2002
- Preliminari di Champions League - alcune gare di squadre italiane dal 2002-03 al 2007-08
- Coppa UEFA  ed Intertoto - gare di squadre italiane dal 2002-03 al 2008-09
- Coppa UEFA - finale 2006-07, quarti di finale, semifinali e finale delle edizioni 2007-08 e 2008-09
- Preliminari di Europa League - gare di squadre italiane nelle edizioni 2009-10 e 2012-13
- Supercoppa Europea - edizioni 2004 e 2008
- Coppa Intercontinentale - edizione 2002

### Eventi calcistici trasmessi a pagamento su Cartapiù
- Campionato italiano di Serie A - gare varie dal girone di ritorno 2004-05 al 2008-09 (fino a febbraio 2009)
- Campionato italiano di Serie B - gare in pay per view della stagione 2008-09 (fino a febbraio 2009)
- Coppa Italia - ottavi di finale dell'edizione 2007-08
- Coppa UEFA ed Intertoto - gare di squadre italiane dal 2005-06 al 2008-09

## Dahlia TV (2009 - 2011)
Alla fine del 2008 l'editore Airplus TV rileva da Telecom Italia Media la pay per view Cartapiù. Nasce così una nuova piattaforma digitale terrestre, chiamata Dahlia TV, che eredita dall'ex pay tv di LA7 i diritti del Campionato italiano. Dahlia chiude i battenti nel 2011 dopo due anni esatti di trasmissioni.

### Eventi calcistici trasmessi da Dahlia (a pagamento)
- Campionato italiano di Serie A - varie gare dal 2008-09 (marzo 2009) al 2010-11 (febbraio 2011)
- Campionato italiano di Serie B - match dal 2008-09 (marzo 2009) al 2010-11 (febbraio 2011)
- Coppa UEFA 2008-09 - alcune gare degli ottavi di finale

## ContoTV (2004 - 2009)
La pay per view ContoTV nacque come evoluzione del canale a pagamento Superpippa Channel, specializzato in programmazione per adulti. Teventi calcistici dal 2007 al 2009 attraverso canali disponibili sia via satellite sia, limitatamente ad alcune zone italiane, sul digitale terrestre. Inoltre molti eventi venivano trasmessi, sempre a pagamento, tramite streaming.

### Eventi calcistici trasmessi da ContoTV (a pagamento)
- Campionato italiano di Serie B - alcune gare della stagione 2007-08
- Coppa Italia - gare dei turni preliminari delle edizioni 2008-09 e 2009-10
- Preliminari di Champions League - una gara della Fiorentina nel 2008-09
- Coppa UEFA ed Intertoto - gare di squadre italiane nelle stagioni 2007-08 e 2008-09
- Preliminari di Europa League - gare di squadre italiane nell'edizione 2009-10

## DAZN (dal 2018)
La piattaforma a pagamento in streaming DAZN viene fondata a Londra da DAZN Group (allora Perform Group) l'8 Luglio 2015, per poi essere lanciata in Italia il 1 Luglio 2018.

### Eventi calcistici trasmessi dalla piattaforma (a pagamento)
- Campionato italiano di Serie A - 114 partite in esclusiva dal 2018-19 al 2020-21 e non in esclusiva dal 2021-22 al 2028-29, 266 partite in esclusiva dal 2021-22 al 2028-29
- Campionato italiano di Serie B - in esclusiva dal 2018-19 al 2020-21, non in esclusiva dal 2021-22 al 2023-24
- Europa League - non in esclusiva dal 2021-22 al 2023-24
- Europa Conference League - non in esclusiva dal 2021-22 al 2023-24